# Ганс Рудольф Ґігер
Ганс Рудо́льф Ґіґер (нім. Hans Rudolf Giger), він же Ганс Рюді Ґіґер (нім. Hans Rüdi Giger; нар. 5 лютого 1940, Кур, Граубюнден, Швейцарія — пом. 12 травня 2014, Цюрих, Швейцарія) — швейцарський художник, представник біопанку та боді-горору в науковій фантастиці, найвідоміший своєю дизайнерською роботою для фільму «Чужий», за яку отримав премію «Оскар» за найкращі візуальні ефекти у 1979 році. Його ім'я часто пишеться як HR Giger.

## Життєпис

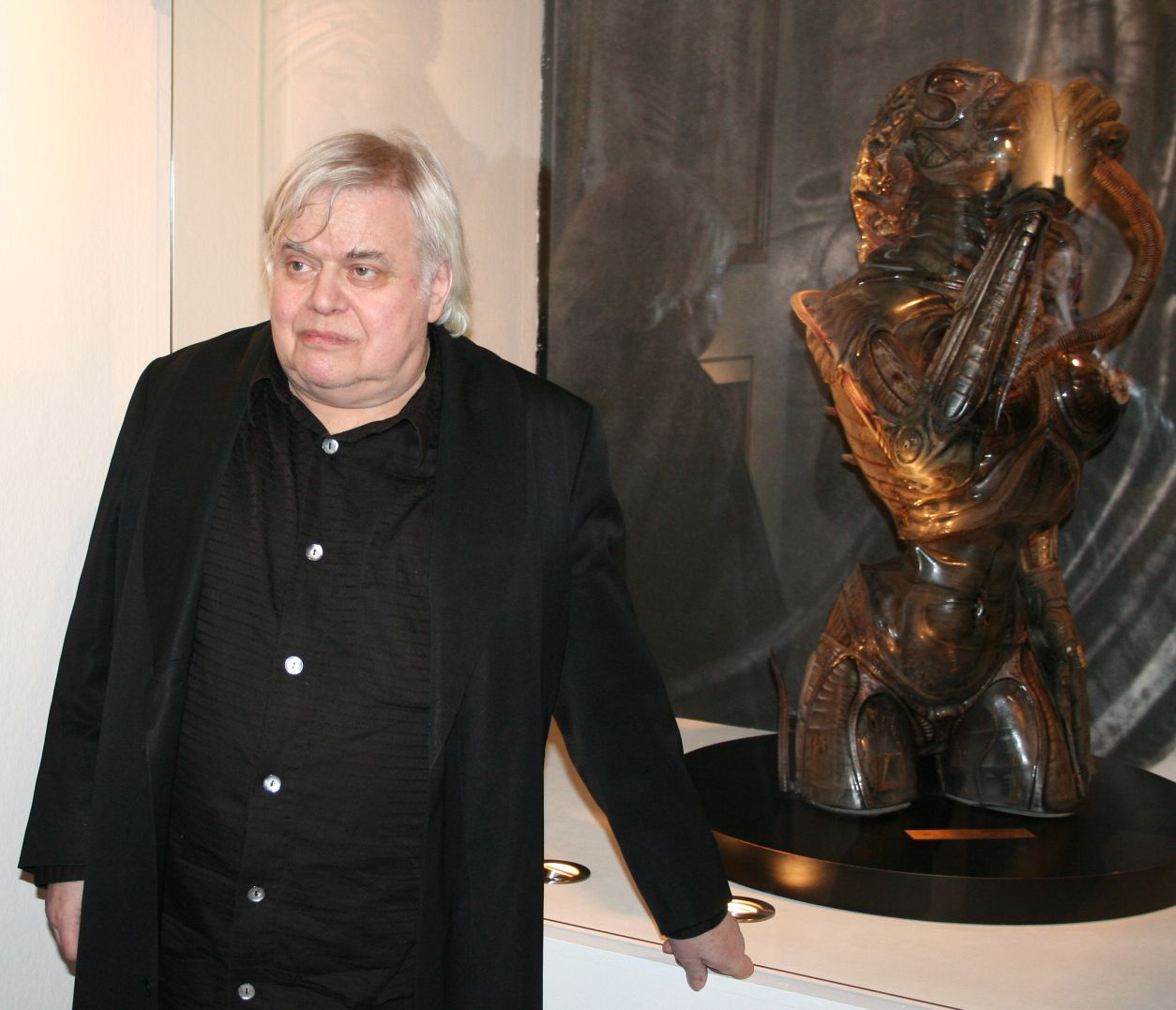
Ґіґер біля скульптури Сиф з фільму «Особина»

Народився Ґіґер у швейцарському місті Кур (кантон Граубюнден, Швейцарія) 5 лютого 1940 року в родині аптекаря. Вже дорослим він стверджував, що пам'ятає своє важке народження, коли його діставали щипцями. Надалі Рудольф потерпав від клаустрофобних снів. У дитинстві його сильно вразив принесений батьком людський череп, вручений батькові як професійне заохочення однією з медичних фірм.
Уперше його малюнки (з циклу «Atomkinder» — «Атомні діти») опублікували 1959 року в журналі, що видавався в школі Кура, а також у підпільних виданнях типу «Clou» і «Hotcha». Після зміни кількох навчальних закладів і закінчення гімназії в 1962 році Ганс вирушив навчатися до Цюриха, де вступив до школи прикладного мистецтва на відділення архітектури та індустріального дизайну.
У 1968 році він познайомився з актрисою Лі Тоблер, яка стала його натурницею і дружиною. Перші плакати починають публікуватися вже в 1969 році, в цей же час відкриваються його перші персональні виставки, чому посприяв Ганс-Геннін Кунц, друг Ґіґера. Крім того, ще в 1967 році Ґіґер створив короткометражний фільм «Heimkiller» тривалістю 11 хвилин.
У 1975 році Лі Тоблер застрелилася після важкої летаргії. Через рік Ґіґера, який доти вже був відомим, за рекомендацією Сальвадора Далі запросили для роботи над екранізацією роману «Дюна» Френка Герберта, якою займався Алехандро Ходоровський. Однак проєкт тоді скасували. Митець проте познайомився з багатьма художниками та скульпторами і сам почав творити в скульптурі й декорі.
Художник прославився з виходом 1977 року своєї третьої книги «Некрономікон», названої на честь вигаданої письменником Говардом Лавкрафтом окультної книги. Особливо цей збірник постерів привернув увагу англійського режисера Рідлі Скотта. Той запросив Ґіґера для роботи над концептом істот, художнім дизайном свого фільму «Чужий» і створення образу ксеноморфа. Згодом робота над цим фільмом принесла художнику «Оскар» 1980-го за «Найкращі візуальні ефекти». Малюнки його чудовиськ послугували ескізами і для наступних трьох фільмів. В 1979 році одружився вдруге з Міа Бонцаніго, з якою прожив півтора року. Вона була натурницею для серії його малюнків «Еротомеханіка».
Художник створював дизайн для фільмів «Полтергейст 2» (1986), «Особина» (1995) та «Бетмен назавжди» (1995). В 1988 до Ґіґера прийшла слава в Японії, «Некрономікон» видали японською мовою. Популярність творчості Ґіґера збіглася з темою біомеханічних жахів у західних фільмах 1980-х, таких як «Робокоп» (1987), «Повсталий з пекла» (1987), серіалах на кшталт «Зоряний шлях: Наступне покоління» (1988-1994, де фігурують біомеханоїди борґи).
Існувала ідея зняти фільм про Ґіґера. В 1997 році німецький режисер Ерік Декода почав роботу над «Кошмаром Г. Р. Ґіґера» («HR Giger's Alptraum»). Фільм не завершено, але готові напрацювання можна безкоштовно переглянути в Інтернеті. В 2014 вийшов фільм «Темна зірка: Світ Г. Р. Ґіґера» («Dark Star: H.R. Giger’s World»).
У 1998 році Ґіґер придбав шато Сен-Жермен у Ґрюєрі (Швейцарія), що тепер є музеєм Ганса Ґіґера. Останні роки художник жив і працював у Цюриху разом з третьою дружиною Кармен Марією Шайфеле, яка завідує музеєм.
Помер 12 травня 2014 в лікарні від травм, упавши на сходах.

## Творчість
Ґіґер починав як художник-сюрреаліст, але в своїй тривалій творчості не завжди дотримувався цього напряму. На початку 1970-х Ґіґер став малювати аерографом, що надалі став його улюбленим інструментом. Свій стиль художник називав «біомеханікою». Зародження стилю відбулося невдовзі після Карибської кризи, коли світ стояв на порозі ядерної війни. «Біомеханоїди» творилися Ґіґером, аби привернути увагу до наслідків можливої війни, а також до проблем перенаселення та механізації й автоматизації багатьох аспектів життя. Так, картина «Атомні діти» (1967—1968) зображає двох одноногих безруких істот у протигазах. Їхні спини мають такий вигляд, ніби істоти розітнуті, проте вони живі й повинні спиратися одна на одну, щоб іти. Ґіґер у більшості своїх робіт вдавався до поєднання біологічних і механічних компонентів, людини та машини як на фактичному, так і на метафоричному рівні. Художник вигадав кіборгів, які доповнюють свої каліцтва чи просто недосконалість механізмами, і зображав це з антиутопічною похмурістю. Водночас «біомеханоїди» та їхнє довкілля наділені гармонією, органічність і механічність цих істот врівноважена і вони почуваються вдома у загартованому лихами світі.
Багато робіт Ґіґера мають сексуальний підтекст: труби, що проникають в отвори тіла, фалоподібні вирости, приєднані до сосків кабелі. Яскравим прикладом слугує картина «Еротомеханіка VII» (1979), на якій дві жіночі постаті поєднані валом, що нагадує пеніс. При детальнішому розгляді виявляється, що жінки — це радше частини двигуна, що випускає дим. Персонажі Ґіґера нерідко перебувають в оргії, поєднані трубами та кабелями.
Співпраця з Рідлі Скоттом принесла Ґіґеру славу, хоча й до того він уже був досить відомим художником. Скотт побачив альбом картин художника під назвою «Некрономікон». Особливо увагу режисера привернула картина «Некроном IV» з довгоголовим чудовиськом, яке лягло в основу образу Чужого. В лютому 1978-го з Ґіґером уклали договір. Художник тимчасово переїхав до Англії, де займався оформлювальними роботами від проєктування вигляду космічного корабля до іншопланетних пейзажів.

## Вплив

Чужий

Ґіґер створив образ одного з найупізнаваніших інопланетян — Чужого, котрий поєднує риси гуманоїда та рептилії, живої істоти та машини. Поява цієї потвори являє переломний момент у науковій фантастиці та фільмах жахів, адже зображає досі небачену дійсно чужинську смертельну форму життя.
Естетика творів Ґіґера вплинула на дизайн реального світу (на противагу буденному віртуальному) у франшизі «Матриця». Вільям Гібсон робив посилання до картин художника в своїй літературній трилогії «Мости».
Малюнки Ґіґера використовували на обкладинках музичних альбомів гурти «Celtic Frost», «Dead Kennedys» та Деббі Гаррі.
Існує два «Ґіґер-бари» у Швейцарії в Грюйері і в Курі, рідному місті Ґіґера, а також один у Японії та один у США. Ідея першого «Ґіґер-бару» виникла в 1980-і, коли художник уславився в Японії серією виставок і виданням альбомів своїх робіт. Цей бар діяв до 1996 року. Стиль Ґіґера наслідували Кадзусі Хагівара (автор манґи «Bastard!!»), Кейта Амемія (автор франшиз «Garo» та «Cyber Ninja»), який поєднав Ґіґерові образи з японським фольклором, Йосікі Такая (автор франшизи «Guyver»).
Творчість Ґіґера відображена й у відеоіграх, зокрема Dark Seed (1992). Оформлення потойбічного світу в цій грі засноване на картинах Ґіґера та їхніх фрагментах. Його творами був натхненний дизайн в іграх (здебільшого японських) Gradius (1985), R-Type (1987), Contra (1987), Astyanax (1989), Streets of Rage 2 (1992), X-Multiply (1998), Galshell (2004), Hellbound (2020). У жовтні 2022 року відбувся реліз гри Scorn. Ґіґерова естетика отримала відгук в дизайні деяких локацій та персонажів в іграх серій Doom, Quake, Fallout і навіть фентезійній Dragon Age (2009).
Серед художників сучасним послідовником Ґіґера є австрійський живописець Пітер Ґрік, чия активна творчість розпочалася в 1990-і.

## Галерея

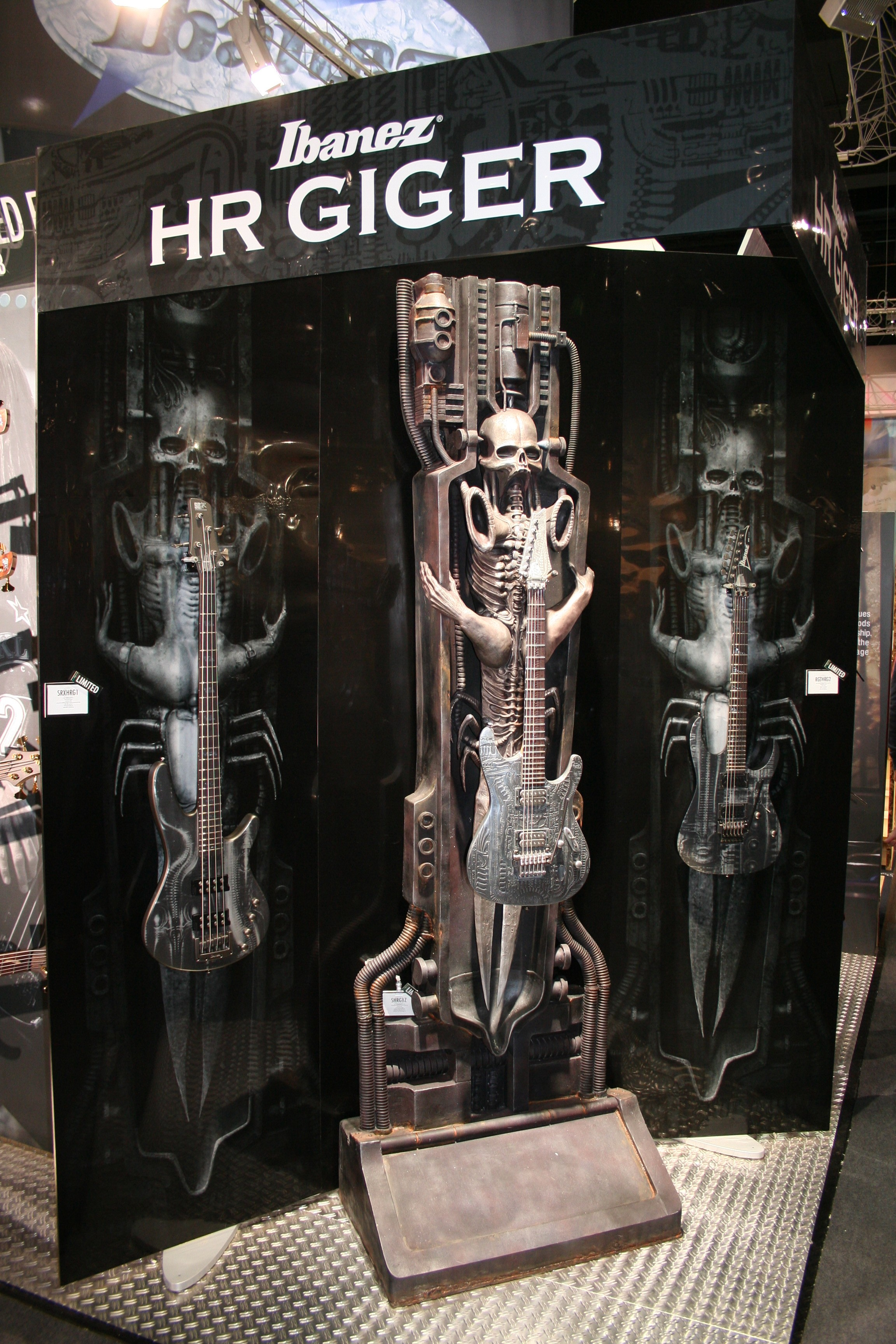
Гітара в стилі Ґіґера
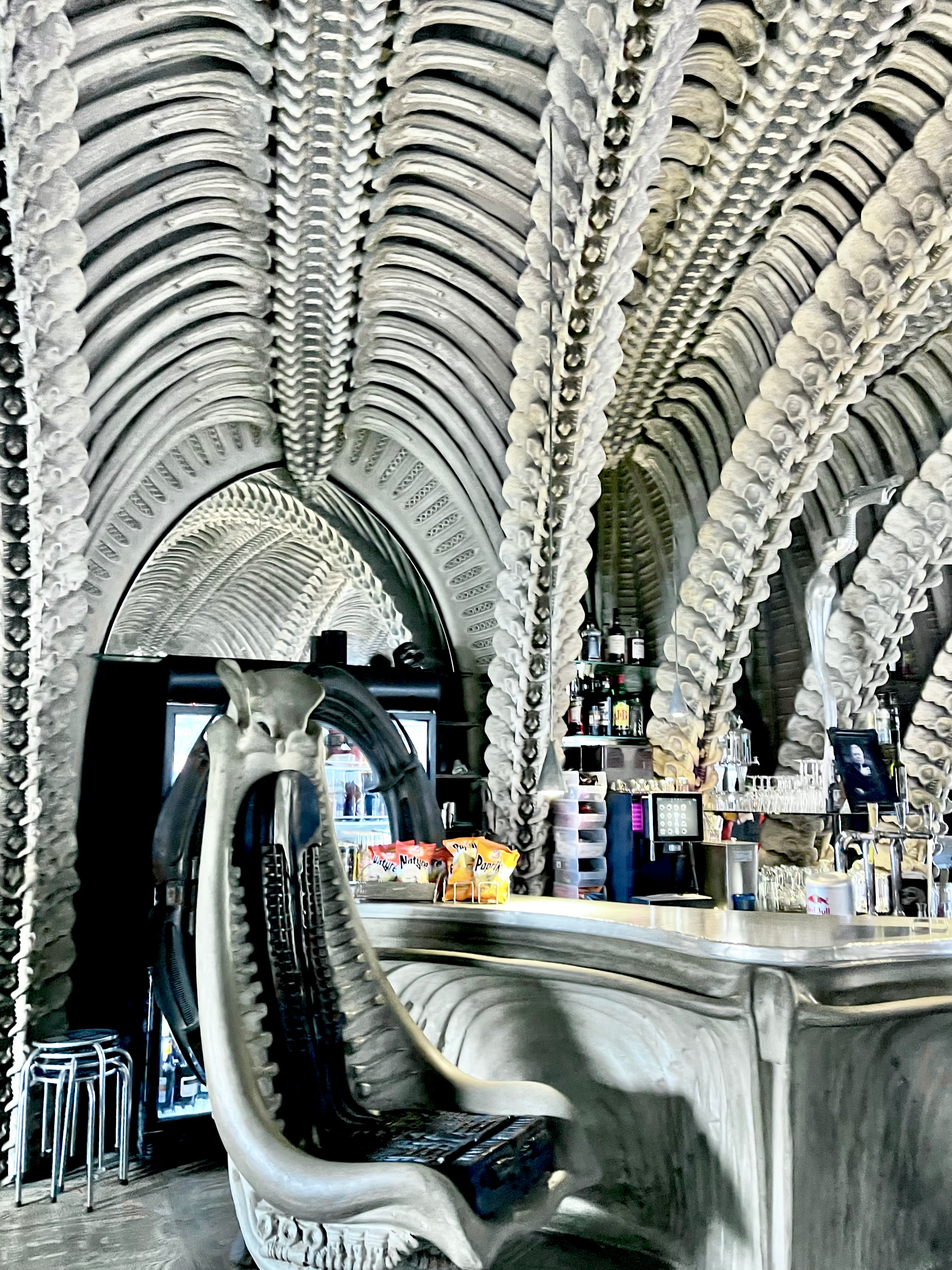
Інтер'єр бару в стилістиці Ґіґера
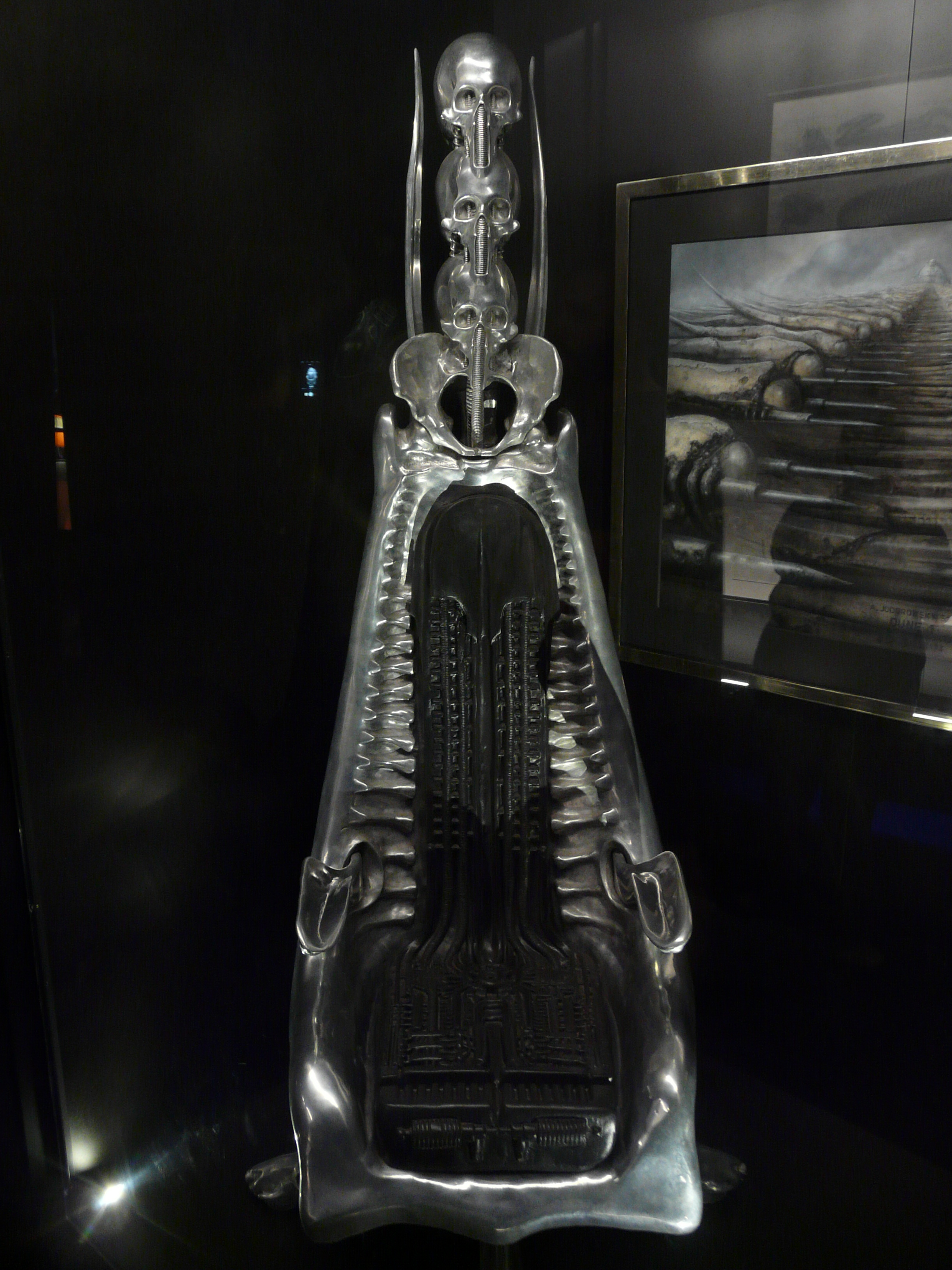
Крісло барона Харконнена для незнятого фільму «Дюна» Алехандро Ходоровського
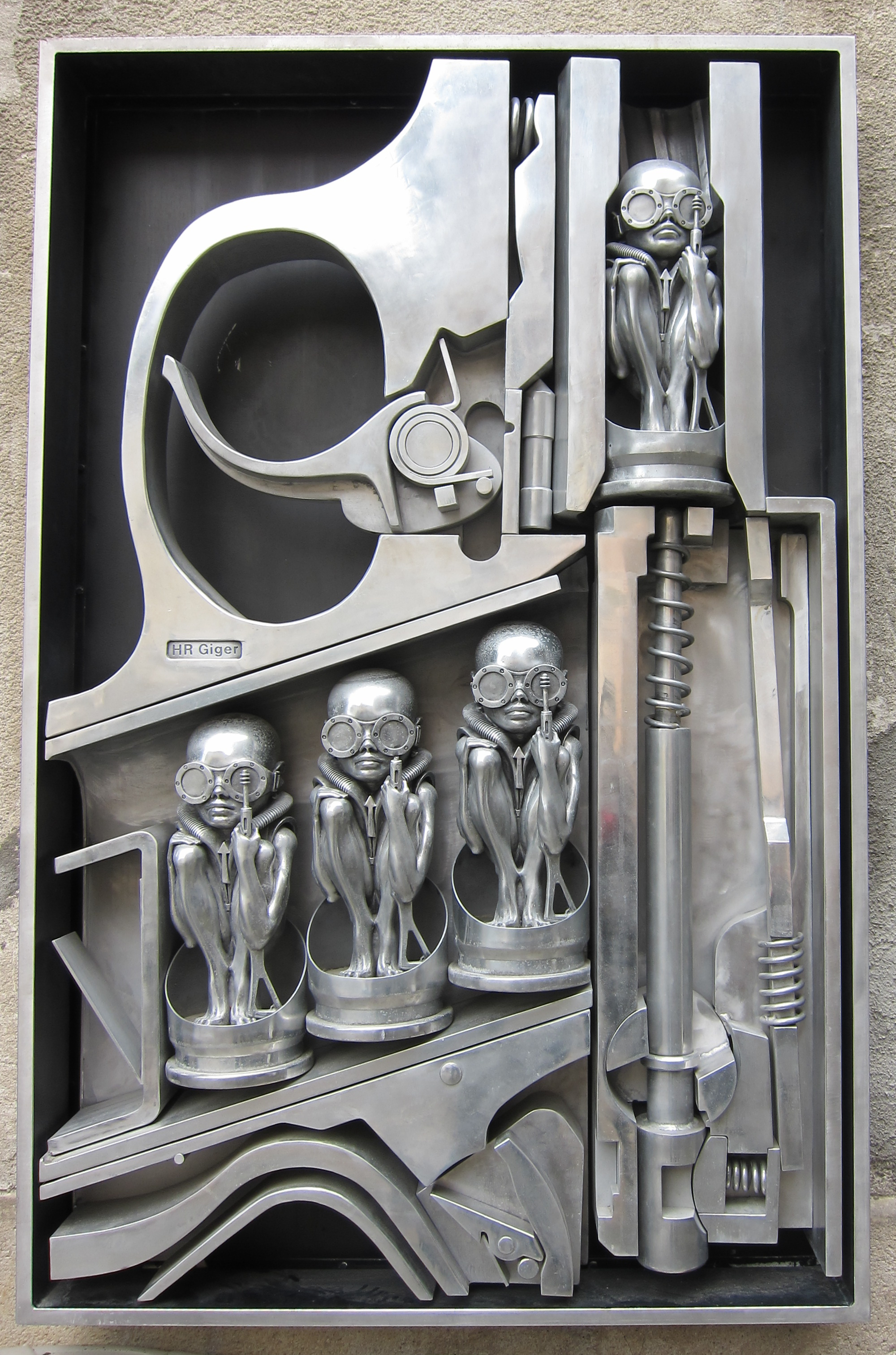
Скульптура за картиною «Машина народження»
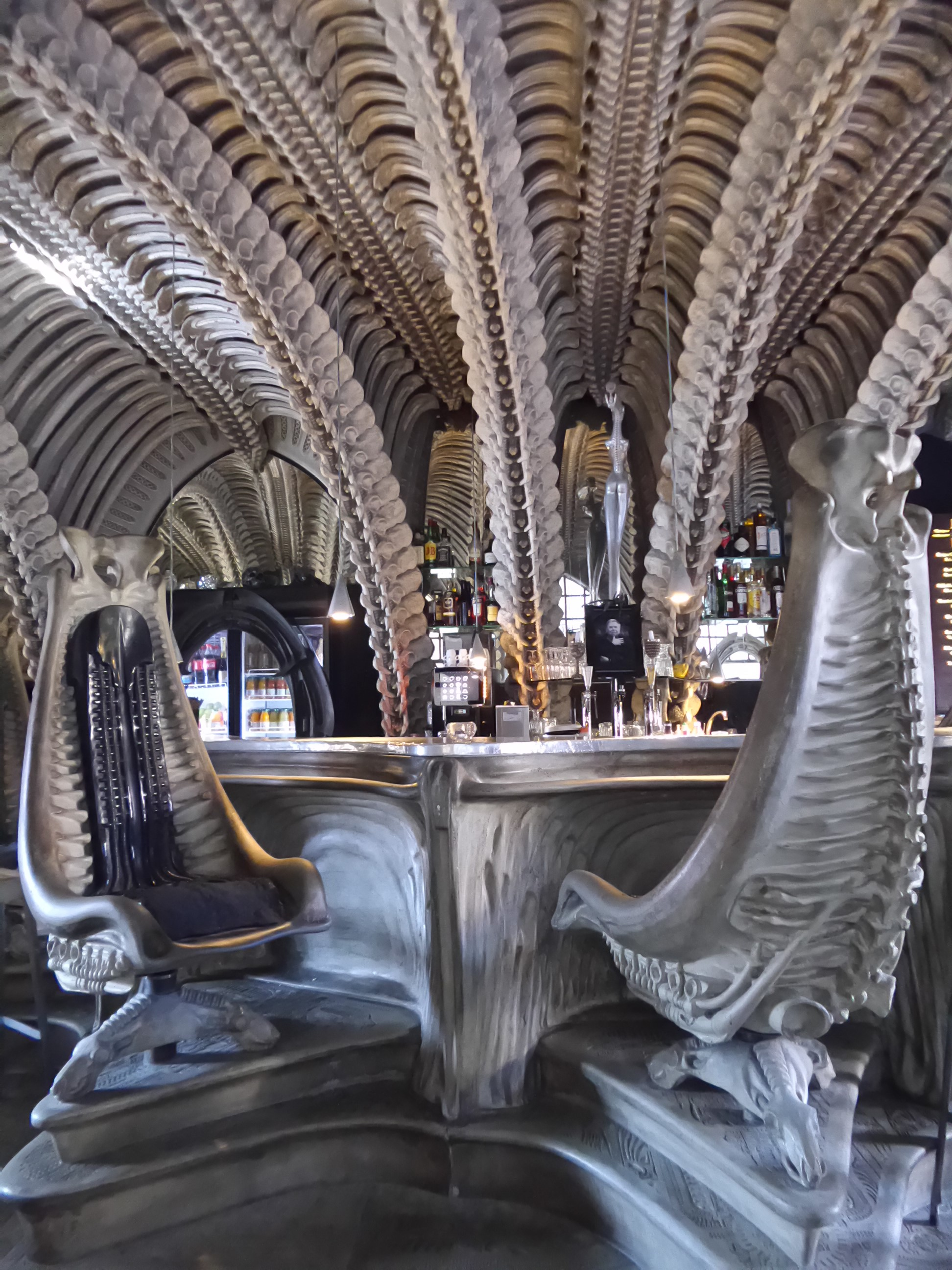
Інтер'єр бару в стилістиці Ґіґера
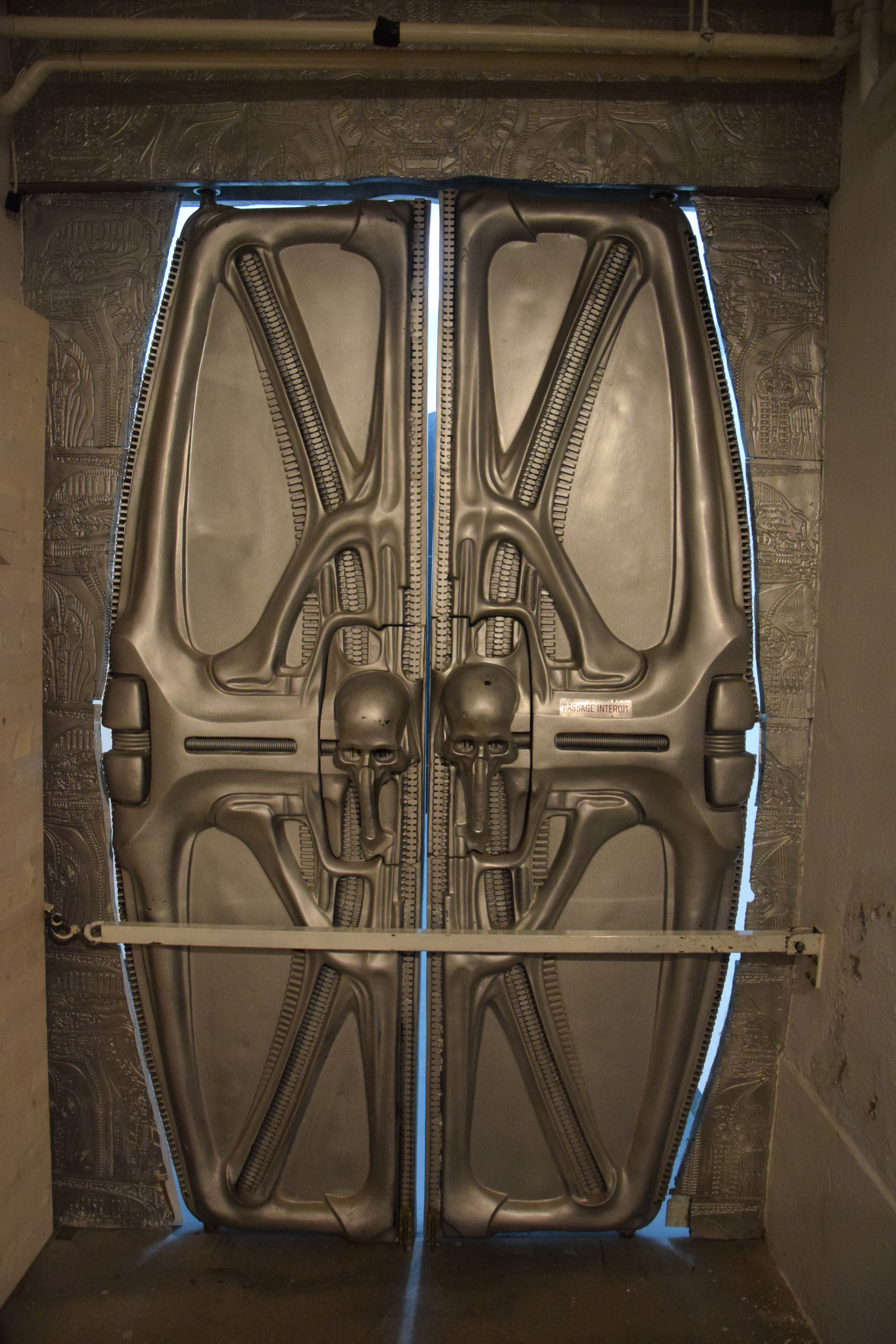
Двері музею Ґіґера
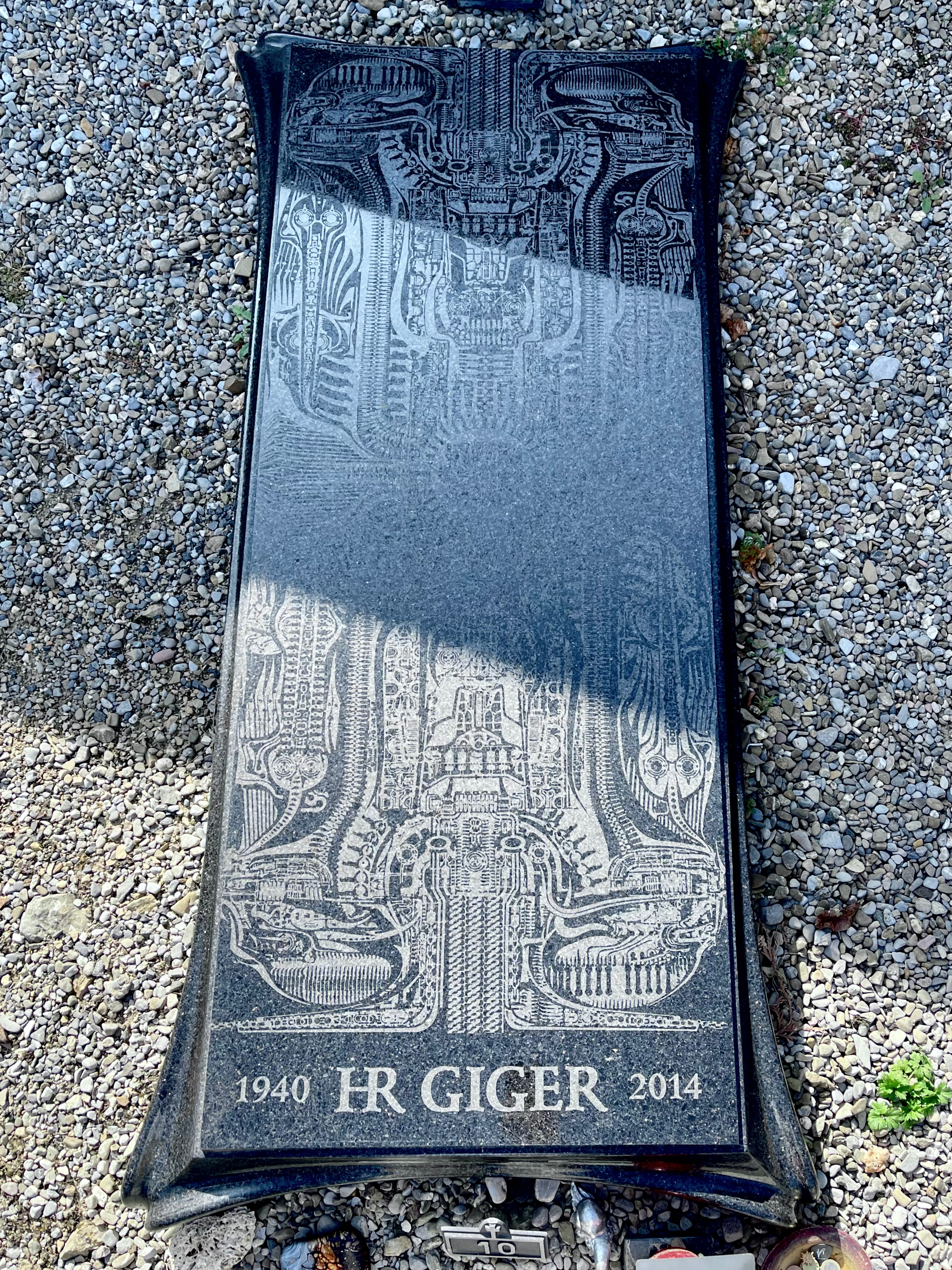
Могила Ґіґера